# Мильдон, Явуз
Явуз Мильдон (1 июня 1955, Турция) — турецкий политический деятель, член Партии справедливости и развития (ПСР), бывший президент Конгресса Совета Европы.
Явуз Мильдон получил высшее образование по экономике в Стамбульском университете. Работал в секторе пищевой промышленности. Управляет компанией «Mildon Fish and Shellfish Company» в городах Гелиболу и Чанаккале на побережье Мраморного моря и является владельцем Seafood Export Company. С 1988 до 1992 был президентом Торговой палаты города Гелиболу. Его политическая карьера началась, когда он был избран в Муниципальный Совет Чанаккале, на выборах 1994 года в местные органы власти. Член Конгресса Совета Европы с 1995. С 2004 по 2008 являлся президентом Палаты Конгресса Совета Европы, с мая 2008 до января 2009 был президентом Конгресса. Будучи членом Постоянного комитета несколько раз действовал как докладчик, особенно по региональной демократии в Молдове и Албании и по сообщению относительно «региональных омбудсменов». 
Он был членом нескольких рабочих групп: специальная рабочая группа местных и региональных представителей Юго-восточной Европы, рабочие группы по культуре, образовании и СМИ; социальное сплочение и экономическое развитие областей; и местное и региональное информационное общество. Явуз Мильдон также является главой турецкой делегации в Конгрессе. В связи с проблемами со здоровьем, вместо него с января 2009 до октября 2010 исполняющим обязанности президента Конгресса был Иан Микаллеф.
Он участвовал на выборах в марте 2009 и был избран в провинциальный совет района Султангази города Стамбула. В августе 2009 года сделал своё первое общественное выступление.
Женат, имеет двое детей.
 (англ.)
 (англ.)